# Мартинс, Хелен
Хелен Мартинс (23 декабря 1897, Нью-Бетесда, ЮАР — 8 августа 1976, Храфф-Рейнет, ЮАР) — художница и скульптор-самоучка, создала «Дом Совы» — необычно оформленный дом и двор, более 300 бетонных скульптур. Стены, потолки, двери в этом доме украшены множеством разноцветных стёкол.

## Биография

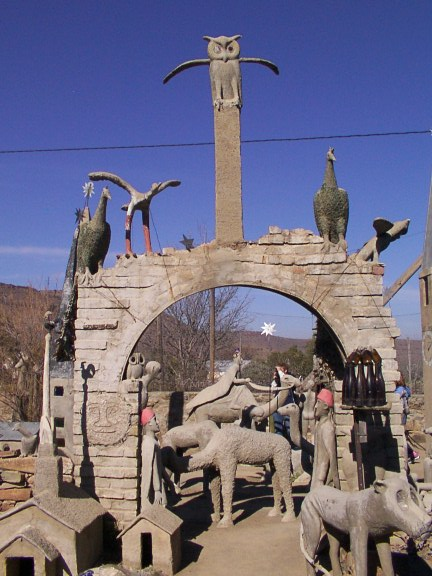

Была младшей из 6 детей. Обучалась в колледже в Храфф-Рейнет, после чего работала учительницей в разных местах Трансвааля. Год спустя вышла замуж за коллегу Willem Johannes Pienaar. Брак был неудачным, и в 1926 году они развелись. В 1928 году она вернулась в Нью-Бетесду и в течение 31 года ухаживала за своими родителями. Её мать умерла в 1941 году, а отец — в 1945. Перед тем как умер её отец, Хелен перенесла его в отдельную комнату, в которой не было окон, а стены были выкрашены в чёрный цвет. В этой комнате была только печь и кровать. Она сделала так, потому что отец сильно оскорблял её. Родители оставили ей в наследство дом, и после их смерти Хелен принялась за его изменение. В последующие годы она всё больше отдалялась от внешнего мира, выходя из дома только раз в месяц, чтобы получить пенсию на почте. Жители деревни относились к ней и её искусству насмешливо и подозрительно.
Несмотря на то, что обычно Хелен избегала общения с людьми, раз в год на рождество она открывала свой дом и приглашала односельчан увидеть зеркала, фрески и витражи, подсвеченные светом множества свечей.
В 1964 году она наняла странствующего стригаля овец Коса Малгаса (Koos Malgas) для помощи в изготовлении бетонных скульптур во дворе дома. Малгас стал её другом и компаньоном, оставаясь рядом последние 12 лет жизни Хелен. Так как он был цветным, то их близкие отношения были встречены окружающими с большим осуждением (в ЮАР в то время был апартеид).
В 1976 году Хелен стала терять зрение. Не в силах представить свою жизнь без света, она покончила жизнь самоубийством, выпив смесь каустической соды, битого стекла и оливкового масла. Через три дня она умерла в госпитале в Храфф-Рейнет.
Кос Маглас оставался в доме ещё два года, затем переехал в Вустер, но вернулся в 1991, чтобы восстанавливать дом, который был объявлен национальным памятником.
Атол Фугард опубликовал в 1985 году по мотивам жизни Хелен Мартинс пьесу «Дорога в Мекку» (The Road to Mecca), в 1992 году она была экранизирована.